# Derek Luke
Derek Nathanial Luke (Jersey City, 1974. április 24. –) amerikai színész.
Legismertebb alakítása Mr. Kevin Porter a 13 okom volt című sorozatban. Az Antwone Fisher története című filmben is szerepelt.

## Fiatalkora
Jersey Cityben született. Szülei Marjorie Dixon zongoraművész és Maurice Luke egykori színész. Édesapja a guyanai Georgetownból származik. A Henry Snyder High Schoolba járt, majd a Linden High Schoolban érettségizett.

## Pályafutása
2008-ban a Miracle at St. Anna című filmben szerepelt, 2009-ben a Notorious B.I.G. – A N.A.G.Y. rapper című életrajzi filmben tűnt fel. 2015-ben a Empire három epizódjában játszott, 2019-ben az Isten belájkolt című sorozatban vendégszerepelt. 2023-ban a Rare Objects című filmben szerepelt.

## Magánélete
1998 óta Sophia Adella Luke férje. Született egy közös fiúk.

## Filmográfia

### Filmek
| Év   | Magyar cím                           | Eredeti cím                               | Szerep                | Magyar hang      |
| ---- | ------------------------------------ | ----------------------------------------- | --------------------- | ---------------- |
| 2002 | Antwone Fisher története             | Antwone Fisher                            | Antwone "Fish" Fisher | Betz István      |
| 2003 | Hálaadás                             | Pieces of April                           | Bobby                 | Dolmány Attila   |
| 2003 | Vad motorosok                        | Biker Boyz                                | Kid                   | Láng Balázs      |
| 2004 | A spártai                            | Spartan                                   | Curtis                | Dányi Krisztián  |
| 2004 | Péntek esti fények                   | Friday Night Lights                       | Boobie Miles          | Welker Gábor     |
| 2006 | Fekete dicsőség                      | Glory Road                                | Bobby Joe Hill        | Betz István      |
| 2006 | Tűzveszély                           | Catch a Fire                              | Patrick Chamusso      | Viczián Ottó     |
| 2007 | Gyávák és hősök                      | Lions for Lambs                           | Arian Finch           | Zámbori Soma     |
| 2008 | Mindenképpen talán                   | Definitely, Maybe                         | Russell T. McCormack  | Háda János       |
| 2008 |                                      | Miracle at St. Anna                       | Aubrey Stamps         |                  |
| 2009 | Notorious B.I.G. – A N.A.G.Y. rapper | Notorious                                 | Sean Combs            |                  |
| 2009 |                                      | Madea Goes to Jail                        | Joshua Hardaway       |                  |
| 2011 | Amerika Kapitány: Az első bosszúálló | Captain America: The First Avenger        | Gabe Jones            | Galambos Péter   |
| 2012 | Míg a világvége el nem választ       | Seeking a Friend for the End of the World | Alan Speck            | Minárovits Péter |
| 2012 |                                      | Sparkle                                   | Stix                  |                  |
| 2013 | Magassági ámor                       | Baggage Claim                             | William Wright        | Géczi Zoltán     |
| 2014 |                                      | Alex of Venice                            | Frank                 |                  |
| 2014 |                                      | Supremacy                                 | Raymond               |                  |
| 2015 | Önkívület                            | Self/less                                 | Anton                 | Dolmány Attila   |
| 2021 | Amerikai menekültek                  | American Refugee                          | Greg Taylor           |                  |
| 2022 |                                      | Alone Together                            | John                  |                  |
| 2022 | Darby és a holtak                    | Darby and the Dead                        | Ben                   |                  |
| 2023 |                                      | Rare Objects                              | Winshaw               |                  |

### Televíziós szerepek
| Év         | Magyar cím              | Eredeti cím        | Szerep                 | Megjegyzések                             |
| ---------- | ----------------------- | ------------------ | ---------------------- | ---------------------------------------- |
| 1999, 2000 | Férjek gyöngye          | The King of Queens | Kézbesítő / beteghordó | 2 epizód                                 |
| 2001       |                         | Moesha             | Ruckus                 | 1 epizód                                 |
| 2009–2010  | Trauma                  | Trauma             | Cameron Boone          | 20 epizód magyar hangja Papp Dániel      |
| 2013       |                         | Hawthorne          | Dr. Miles Bourdet      | 8 epizód                                 |
| 2013, 2018 | Foglalkozásuk: amerikai | The Americans      | Gregory Thomas         | 4 epizód                                 |
| 2015       | Empire                  | Empire             | Malcolm DeVeaux        | 3 epizód magyar hangja Moser Károly      |
| 2015–2017  | Bűnös utakon            | Rogue              | Marlon Dinard          | főszereplő                               |
| 2016       | Gyökerek                | Roots              | Silla Ba Dibba         | 2 epizód magyar hangja Presits Tamás     |
| 2017–2019  | 13 okom volt            | 13 Reasons Why     | Mr. Kevin Porter       | főszereplő magyar hangja Kárpáti Levente |
| 2019       | Isten belájkolt         | God Friended Me    | Henry Chase            | 1 epizód                                 |
| 2019       |                         | The Purge          | Marcus Moore           | főszereplő                               |